# یوسف طواتی
یوسف طواتی (انگلیسی: Youcef Touati; ۲۹ مارس ۱۹۸۹ – ۱۶ مارس ۲۰۱۷) بازیکن فوتبال اهل الجزایر بود.
از باشگاه‌هایی که در آن بازی کرده‌است می‌توان به باشگاه فوتبال دیژون، باشگاه فوتبال کن، باشگاه فوتبال ستاره سرخ، و باشگاه ورزشی آمیان اشاره کرد.
وی همچنین در تیم ملی فوتبال الجزایر بازی کرده‌است.